# حجاجة
حجاجة هي إحدى قرى مركز فارسكور التابع لمحافظة دمياط بجمهورية مصر العربية.